# Michelle Jaggard-Lai
Michelle Jaggard-Lai (Sydney, 6 maggio 1969) è un'ex tennista australiana.

## Biografia
Vinse il torneo di Wimbledon 1986 - Doppio ragazze in coppia con Lisa O'Neill sconfiggendo in finale Leila Meskhi  e Nataša Zvereva con il punteggio di 7–6(3), 6(4)–7, 6–4 e l'anno successivo vinse il Australian Open 1987 Singolare ragazze sconfiggendo in finale Nicole Bradtke in due set (6–2, 6–4).
Sempre nel 1987 vinse il Virginia Slims of Indianapolis in coppia con la connazionale Jenny Byrne vincendo le statunitensi Beverly Bowes e Hu Na per 6–2, 6–3. Nel 1989 arrivò all'Australian Open 1989 - Singolare femminile arrivò al terzo turno venendo eliminata da Brenda Schultz.
Nel 1994 si aggiudicò il Taiwan Open con Rene Simpson battendo in finale Nancy Feber e Alexandra Fusai col punteggio di 6–0, 7–6.

## Vita privata
Nel 1992 sposa il calciatore olandese Gershwin Lai, aggiungendo al proprio il cognome del marito.